# Medidas de ataque eletrônico

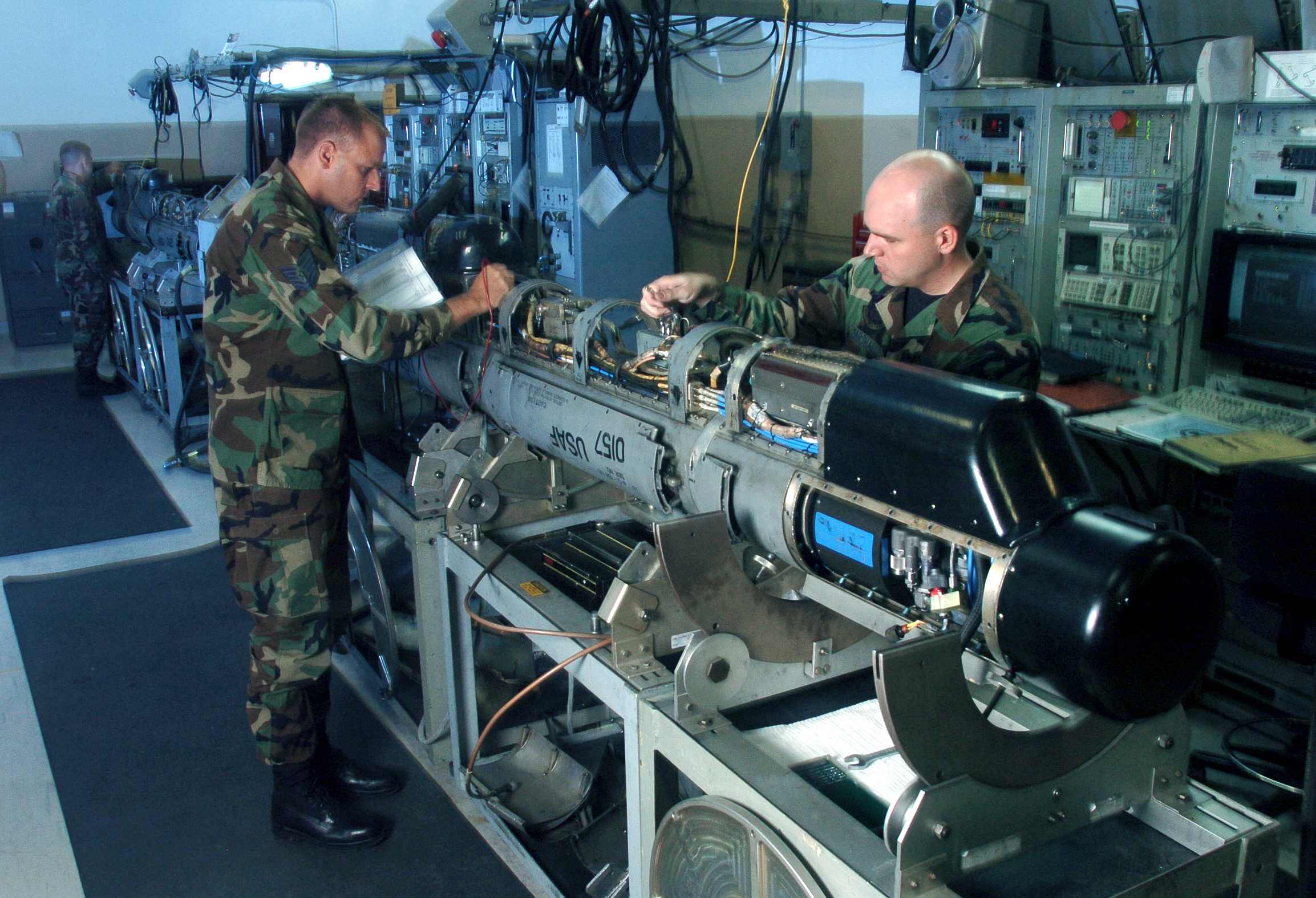
Arma de ataque electrónico sob inspecção por militares da Força Aérea dos Estados Unidos.

As medidas de ataque eletrônico são uma subdivisão da guerra eletrônica que abrange as ações realizadas com a finalidade de evitar ou reduzir o uso eficaz do espectro eletromagnético por parte das forças oponentes, através de ações destrutivas ou não. Envolvem as ações para destruir, neutralizar ou degradar a capacidade de combate do oponente, usando energia eletromagnética ou armamento que empregue a emissão intencional do alvo para o seu guiamento.

## História
Um dos primeiros exemplos de contramedidas eletrónicas aplicadas em uma situação de combate ocorreu durante a guerra Russo-Japonesa. Em 15 de abril de 1904, estações de telegrafia sem fio russas instaladas na fortaleza de Lüshunkou. Durante a 2° Guerra Mundial, as estações de guerra eletrônica soviéticas Tempestade 1 e Tempestade 2, foram de extrema relevância na vitória das batalhas em Stalingrado e Moscou, eram 24 unidades que bloquearam 43 frequências de rádio das tropas alemães, prejudicando seriamente a capacidade de organização das tropas nazistas. Durante a 2° Guerra Mundial, os soviéticos também contaram com aviões especializados em guerra eletrônica, que lançaram 20 mil toneladas de chaffs(tiras finas de alumínio), com comprimento entre 50 e 60cm, a fim de saturar os radares VHF alemães, isso reduziu significantemente a perda de aeronaves, tanto soviéticas, quando dos aliados. Durante a 2° Guerra Mundial os soviéticos tinham a 130° e 131° divisão, como batalhões de operações especiais, dedicados a operações de guerra eletrônica. 

## Exemplos de aviões dedicados ao ataque electrónico
- EF-111A Raven
- EA-6B Prowler
- EA-18G Growler
- Tornado ECR